# Henry Golding
Ne doit pas être confondu avec Henry Golding, homme politique anglais du 16e siècle
Pour les articles homonymes, voir Golding.
Henry Golding est un acteur, animateur de télévision et mannequin britannico-malaisien né le 5 février 1987 à Betong (Sarawak).
Il est surtout connu pour avoir interprété Nick Young dans le film Crazy Rich Asians et Sean Townsend dans le film L'Ombre d'Emily, sortis en 2018. En 2019, il joue le rôle de Tom dans la comédie romantique Last Christmas.

## Biographie
Henry Golding nait à Betong dans l’État de Sarawak en Malaisie. Son père, Clive Golding, est anglais et sa mère, Margaret Likan Golding, est malaisienne d'ascendance iban. Après avoir passé son enfance à Terengganu, il s’installe avec sa famille dans le Surrey en Angleterre. Il y fréquente la Warwick School de Redhill. Adulte, il travaille pendant quelques années comme coiffeur sur Sloane Street. À l’âge de 21 ans, il décide de retourner en Malaisie, à Kuala Lumpur, pour tenter de faire carrière comme animateur à la télévision. Il va se retrouver assez vite à la présentation d’émissions de sport puis de voyage, dans lesquelles il s’improvise globe-trotter,.

### Carrière
Il va ensuite débuter une carrière dans le cinéma, après un rôle mineur dans le film malaisien Pisau Cukur (2009).
En 2018, il rejoint la distribution principale de la comédie romantique américaine, Crazy Rich Asians réalisée par Jon Chu au côté de Constance Wu. Pour ce rôle, il sera plusieurs fois nommé dans la catégorie "Meilleure distribution" lors de la 25e cérémonie des Screen Actors Guild Awards et lors des Gold Derby Awards. Le réalisateur peinait à trouver l’interprète masculin principal du film. Initialement, Henry Golding refuse dans un premier temps cette proposition car il ne pense pas avoir la légitimité et le talent nécessaire pour devenir acteur. Il finit par accepter. Sorti en 2018, Crazy Rich Asians et sa distribution entièrement composée d'acteurs asiatiques est un succès mondial, avec plus de 200 millions de dollars de recettes pour un budget de 30 millions de dollars.
La même année, il apparaît aux côtés de Blake Lively et Anna Kendrick dans la comédie noire L'Ombre d'Emily de Paul Feig. Cette année 2018 lui ouvre alors les portes de nouveaux projets : il retrouve Paul Feig pour la comédie romantique Last Christmas avec Emilia Clarke puis sera dans le nouveau film de gangsters de Guy Ritchie, The Gentlemen, où il donne notamment la réplique à Matthew McConaughey et Hugh Grant.
En mars 2019, il a été annoncé le développement d'une suite au film à succès Crazy Rich Asians, China Rich Girlfriend. Le film est prévu vers fin 2020,.   

### Vie privée
Depuis 2011, il est en couple avec la présentatrice Liv Lo. Le couple s'est fiancé à Phuket (Thaïlande) en 2015. En août 2016, Henry Golding et Liv Lo se sont mariés au Sarawak (Malaisie). Ils vivent à Venice Beach en Californie, avec leurs deux filles nées en 2021 et 2023.

## Filmographie

### Cinéma
- 2009 : Pisau Cukur de Bernard Chauly : Iskandar Tan Sri Murad
- 2018 : Crazy Rich Asians de Jon Chu : Nick Young
- 2018 : L'Ombre d'Emily (A Simple Favor) de Paul Feig : Sean Townsend
- 2019 : Last Christmas de Paul Feig : Tom
- 2019 : Mousson tropicale (Monsoon) de Hong Khaou : Kit
- 2020 : The Gentlemen de Guy Ritchie : Œil-sec (Dry Eye en VO)
- 2021 : Snake Eyes (Snake Eyes: G.I. Joe Origins) de Robert Schwentke : Snake Eyes
- 2022 : Persuasion de Carrie Cracknell : William Elliot
- 2023 : Assassin Club de Camille Delamarre : Morgan Gaines
- 2024 : Le Ministère de la Sale Guerre (The Ministry of Ungentlemanly Warfare) de Guy Ritchie : Freddie Alvarez
- 2025 : L'Ombre d'Emily 2 (Another Simple Favor) de Paul Feig : Sean Townsend
- 2025 : The Old Guard 2 de Victoria Mahoney : Tuah

### Télévision
- 2007-2010 : The 8TV Quickie sur 8TV (présentateur)
- 2009 : Goda : Hariz
- 2010-2012 : Football Crazy sur ESPN Asia (présentateur)
- 2012 : Welcome to the Railworld Malaysia sur 8TV (présentateur)
- depuis 2014 : The Travel Show sur BBC World News (coprésentateur)
- 2015 : Welcome to the Railworld Japan sur 8TV (présentateur)
- 2017 : Surviving Borneo sur Discovery Channel Southeast Asia (présentateur)
- 2025 :  Nine Perfect Strangers (mini-série) : Peter Sharpe

## Voix francophones
| En France - Eilias Changuel dans : - Last Christmas - The Gentlemen - Snake Eyes - Assassin Club - Le Ministère de la Sale Guerre - The Old Guard 2 - Pascal Nowak dans : - L'Ombre d'Emily - L'Ombre d'Emily 2 Et aussi - Sylvain Agaësse dans Crazy Rich Asians | Au Québec - Maël Davan-Soulas dans : - Une petite faveur - Snake Eyes - Le Ministère des opérations clandestines - Une autre petite faveur Et aussi - Martin Watier dans Crazy Rich à Singapour - Jean-Philippe Baril Guérard dans Noël dernier |

## Distinctions
Sauf indication contraire, les informations mentionnées dans cette section peuvent être confirmées par la base de données cinématographiques IMDb,  présente dans la section « Liens externes ».
| Année | Prix                                         | Catégorie                        | Nomination        | Résultat   |
| ----- | -------------------------------------------- | -------------------------------- | ----------------- | ---------- |
| 2019  | 21e cérémonie des Teen Choice Awards         | Meilleur acteur dans une comédie | Crazy Rich Asians | Nomination |
| 2019  | Gold Derby Awards                            | Meilleure distribution           | Crazy Rich Asians | Nomination |
| 2019  | Online Film & Television Association         | Meilleure distribution           | Crazy Rich Asians | Nomination |
| 2019  | Online Film & Television Association         | Meilleur acteur                  | Crazy Rich Asians | Nomination |
| 2019  | 25e cérémonie des Screen Actors Guild Awards | Meilleure distribution           | Crazy Rich Asians | Nomination |